# Photis melanica
Photis melanica är en kräftdjursart som beskrevs av Harold Hall McKinney 1980. Photis melanica ingår i släktet Photis och familjen Isaeidae. Inga underarter finns listade i Catalogue of Life.